# 1820年代
1820年代（せんはっぴゃくにじゅうねんだい）は、西暦（グレゴリオ暦）1820年から1829年までの10年間を指す十年紀。

## できごと
- 中南米のスペイン・ポルトガル植民地が相次いで独立する。

### 1820年
- 1月1日 - スペイン立憲革命勃発。ラファエル・デル・リエゴが指導。
- 4月 - エルステッドが電流の磁気作用を発見。
- 7月 - ナポリで秘密結社「カルボナリ」が一斉蜂起（ナポリ革命）。
- エルステッドの発見をもとに電流と磁場の相互作用が詳しく研究される。
- 同年 - ゲイ＝リュサックが、電流を流した導線は1つの磁石と等価であることを発見。
- 同年 - ビオとサバールがビオ・サバールの法則を発見する。
- 同年 - アンペールがアンペールの法則を発見する。

### 1821年
- メキシコ・ペルー・グアテマラ総督府がスペインから独立する。
- ギリシャ独立戦争勃発（～1829年）。

### 1822年
- エクアドルがスペインから独立する。
- アンペールが電流を流した2本の導線間に働く力は電流の積に比例し、距離に反比例することを確認。
- ギリシャがオスマン帝国からの独立を宣言する（ギリシャ第一共和政）。
- ブラジルがポルトガルから独立を宣言する。

### 1823年
- スタージャンが最初の電磁石を作成する。
- 中米連邦が結成される。
- アメリカ大統領モンローがヨーロッパとの相互不干渉を提唱する（モンロー主義）。

### 1824年
- 第一次イギリス・ビルマ戦争勃発（～1826年）
- アラゴーが回転磁気を発見。

### 1825年
- デカブリストの乱(ロシアの青年将校の反乱)
- ボリビアがスペインから独立する。ブラジルの独立が承認される。
- 文政の異国船打払令。

### 1826年
- シモン・ボリバル、パナマ議会（スペイン語版、英語版）を開催する。

### 1828年
- ウルグアイの独立が承認される。
- ロシア帝国とガージャール朝の間でトルコマーンチャーイ条約が結ばれる。

バンホーテンが世界で初めてココアパウダーの製造法を発明(バンホーテンココア)

### 1829年
- アドリアノープル条約により、ギリシャの自治権が承認される。
- 大コロンビア、南アメリカへ進出。

## 芸術・文化・ファッション

### 音楽
- 1824年 - ベートーヴェンの交響曲第9番初演

### 文学
- 1820年から1825年 - グエン・ズーが『金雲翹』（チュエン・キエウ）を出版。